# Special Thanks to...
《Special Thanks To...》是香港歌手陳奕迅加盟英皇娛樂後推出的第二張國語專輯，於2002年4月2日發行。陳奕迅憑此專輯於隔年第14屆金曲獎奪得「最佳國語男演唱人獎」及「最佳流行音樂演唱專輯獎」；不僅成為首位奪得台灣金曲獎最佳專輯的香港歌手，也是首位同時奪得這兩項大獎的香港歌手。該屆評審總召表示，陳奕迅专辑概念完整，变化丰富，个人表现突出，唱腔活泼又自由，而他在快、慢歌上都掌握得宜，加上文字的张力具有浓厚情感，才能击败对手，脱颖而出。

## 曲目
| 曲序 | 曲目                | 作曲                         | 备注                             |
| ---- | ------------------- | ---------------------------- | -------------------------------- |
| 1.   | Special Thanks To 1 | Foo Hsien Yang               |                                  |
| 2.   | 你的背包            | 蔡政勳                       |                                  |
| 3.   | 謝謝儂              | 林一峰                       |                                  |
| 4.   | 男人的錯            | 吳國敬                       |                                  |
| 5.   | 你會不會            | 陳奕迅                       | 電影《幽靈人間II鬼味人間》主題曲 |
| 6.   | 故事                | 符致逸                       |                                  |
| 7.   | 想哭                | 徐偉賢                       |                                  |
| 8.   | Special Thanks To 2 | Foo Hsien Yang               |                                  |
| 9.   | 人造衛星            | Hugesen D.、Christensen B.   |                                  |
| 10.  | 沒有手機的日子      | Seth Swirsky                 |                                  |
| 11.  | 跳蚤市場            | Thoegersen、Ck、Plesner、M.A |                                  |
| 12.  | 狂人日記            | 符致逸                       |                                  |
| 13.  | Special Thanks To 3 | Foo Hsien Yang               |                                  |

| 香港特別版 | 香港特別版 | 香港特別版     | 香港特別版    | 香港特別版    | 香港特別版                           |
| 曲序       | 曲目       | 作曲           | 编曲          | 製作人        | 备注                                 |
| ---------- | ---------- | -------------- | ------------- | ------------- | ------------------------------------ |
| 14.        | 給愛麗斯   | 陳輝陽、貝多芬 | 陳輝陽@好好笑 | 陳輝陽@好好笑 | 粵語Bonus Track 手提利賓納2002廣告歌 |

## 專輯介紹
陳奕迅向公司建議將專輯交由一位製作人完成，試圖令整張專輯的音樂走向及型態具統一的風格。於是邀請曾經與他在廣東專輯合作過多次的資深音樂人，長期接觸歐美音樂的Jim Lee負責製作整張專輯。
專輯製作人Jim Lee認為不如邀請一位填詞人來寫專輯內所有的歌詞，於是找林夕擔任專輯的文字統籌。林夕在設定整張專輯的文字方向時，覺得陳奕迅在音樂頑童形象以外，有另一面尚待發掘，於是試圖以「平凡生活」為主題，展開專輯內11首有感而發的故事，並將陳奕迅設定為「說書＝唱故事的人」的角色，帶領歌迷進入音樂的畫面，得以安慰或宣洩相同故事遭遇。
在專輯中所有聲音的演唱全部由陳奕迅一人負責，對他而言最大的突破是合聲的配唱。在製作人的指導之下激發出許多意料之外的聲音表情，更獲他稱讚是一個非常有表達能力及令人期待的歌手。
專輯中另一個靈魂人物是編曲劉志遠，他一直是Jim Lee的拍檔，今次亦不例外地獲邀參加這次「一人計劃」。

## 音樂錄影帶
| 歌名     | 導演   | 備註 | 連結                                  |
| -------- | ------ | ---- | ------------------------------------- |
| 你的背包 | 陳宏賦 |      | 官方Youtube連結（页面存档备份，存于） |
| 謝謝儂   | 張時霖 |      | 官方Youtube連結（页面存档备份，存于） |
| 男人的錯 | 徐仁峰 |      | 官方Youtube連結（页面存档备份，存于） |
| 你會不會 |        |      | 官方Youtube連結（页面存档备份，存于） |
| 想哭     | 徐仁峰 |      | 官方Youtube連結（页面存档备份，存于） |
| 給愛麗斯 |        |      | 官方Youtube連結（页面存档备份，存于） |

## 相關獎項或提名

### 專輯《Special Thanks To...》
- 台灣：第14屆金曲獎 - 最佳流行音乐演唱专辑奖（得獎）
- 台灣：第14屆金曲獎 - 最佳國語男演唱人獎（得獎）
- 台灣：第14屆金曲獎 - 最佳專輯製作人獎（提名）
- 台灣：2002中華音樂人交流協會－年度十大專輯
- 台灣：中華音樂人交流協會－「台灣流行音樂1993-2005年最佳100張專輯」（第61位）[3]
- 中國：第三屆華語音樂傳媒大獎－十大華語唱片

### 歌曲《你的背包》
- 台灣：第14屆金曲獎 - 最佳作曲人獎（提名）
- 中國：北京2003年度音樂風雲榜頒獎盛典－港台年度十大金曲
- 中國：北京第四屆CCTV-MTV音樂盛典 - 香港地區年度最佳單曲
- 亞洲：第二屆全球華語歌曲排行榜 – 年度二十大金曲
- 亞洲：第二屆全球華語歌曲排行榜 – 最佳作詞（林夕）

### 歌曲《謝謝儂》
- 香港：2002年度新城國語力頒獎禮 -二十大金曲
- 香港：2002年TVB8金曲頒獎典禮 - 金曲獎
- 台灣：第九屆Channel V全球華語音樂榜中榜頒獎典禮 - 最受歡迎歌曲獎
- 中國：北京2003年度音樂風雲榜頒獎盛典－年度最佳錄影帶

### 歌曲《你會不會》
- 香港：2003年香港電影金像獎－最佳原創電影歌曲（提名）

### 歌曲《想哭》
- 台灣：第14屆金曲獎 - 最佳作詞人獎（提名）
- 台灣：2002中華音樂人交流協會－年度十大單曲

### 歌曲《給愛麗斯》
- 香港：2002年度勁歌金曲季選 - 第二季金曲